# بيدرو ماريا أرتولا
بيدرو ماريا أرتولا (بالإسبانية: Pedro María Artola)‏، من مواليد 6 سبتمبر 1948، لاعب كرة قدم إسباني سابق.
لعب مع منتخب إسبانيا لكرة القدم.

## الألقاب
مع برشلونة
- كأس الملك : 1977–78 ، 1980–81 ، 1982–83
- كأس السوبر الإسباني : 1983
- كأس الدوري الإسباني : 1983
- كأس الكؤوس الأوروبية : 1978–79 ، 1981–82

## روابط خارجية
- بيدرو ماريا أرتولا على موقع الاتحاد الأوربي (الإنجليزية)
- بيدرو ماريا أرتولا على موقع قاعدة بيانات كرة القدم.إي يو (الإنجليزية)
- بيدرو ماريا أرتولا على موقع عالم كرة القدم.نت (الإنجليزية)